# Хомякова, Нина Яковлевна
Ни́на Я́ковлевна Хомяко́ва — агроном-хмелевод, депутат Брянского областного Совета народных депутатов, Герой Социалистического Труда (1966).

## Биография
Родилась 2 октября 1936 года в селе Влазовичи Суражского района Западной области в крестьянской семье. Русская. В 1954 году окончила Влазовичскую среднюю школу, после чего поступила в Новозыбковский сельскохозяйственный техникум, где получила специальность агронома.
После окончания обучения, Нина Яковлевна была направлена на работу во Влазовичи в колхоз «Волна революции», в 1960 году переведена в колхоз «Серп и молот» на должность агронома-хмелевода. Уже в 1964 году бригаде Н. Я. Хомяковой удалось получить урожай в 20 центнеров шишек хмеля с гектара, от реализации которого был получен доход в 145 тысяч рублей. В 1965 году колхоз занял первое место в РСФСР, собрав рекордный урожай хмеля, который составил 22 центнера с гектар на площади 17 гектаров. Рекорд был установлен несмотря на неблагоприятные погодные условия, вызванные весенними заморозками и долгими холодными дождями.
Указом Президиума Верховного Совета СССР от 30 апреля 1966 года за успехи, достигнутые в увеличении производства и заготовок хмеля, Хомяковой Нине Яковлевне присвоено звание Героя Социалистического Труда с вручением ордена Ленина и золотой медали «Серп и Молот».
В 1966 году Н. Я. Хомякова вступила в КПСС, была избрана депутатом Брянского областного Совета народных депутатов.
В 1969 году участвовала в качестве делегата от Брянской области в работе III Всесоюзного съезда колхозников.
Продолжала трудовую деятельность до 1993 года, после чего, проработав более 40 лет в должности агронома-хмелевода, вышла на заслуженный отдых. Проживала в селе Влазовичи Суражского района.

## Награды и почетные звания
- Герой Социалистического Труда.
- Орден Ленина.
- Отличник социалистического соревнования сельского хозяйства РСФСР.
- Отмечена серебряной медалью ВДНХ СССР.
- Знак «Победитель социалистического соревнования».
- Почетная грамота губернатора Брянской области.
- Почетная грамота Брянской областной Думы.
- В 2003 году Н. Я. Хомякова внесена в энциклопедию «Лучшие люди России».
- Почетный гражданин Суражского района[6].